# Unity (condado de Trempealeau, Wisconsin)
Unity es un pueblo ubicado en el condado de Trempealeau en el estado estadounidense de Wisconsin. En el Censo de 2010 tenía una población de 506 habitantes y una densidad poblacional de 5,67 personas por km².

## Geografía
Unity se encuentra ubicado en las coordenadas 44°33′5″N 91°20′43″O / 44.55139, -91.34528. Según la Oficina del Censo de los Estados Unidos, Unity tiene una superficie total de 89.32 km², de la cual 89.29 km² corresponden a tierra firme y (0.02%) 0.02 km² es agua.

## Demografía
Según el censo de 2010, había 506 personas residiendo en Unity. La densidad de población era de 5,67 hab./km². De los 506 habitantes, Unity estaba compuesto por el 99.21% blancos, el 0% eran afroamericanos, el 0% eran amerindios, el 0.4% eran asiáticos, el 0% eran isleños del Pacífico, el 0.2% eran de otras razas y el 0.2% pertenecían a dos o más razas. Del total de la población el 1.58% eran hispanos o latinos de cualquier raza.